# Gaetano Montedoro
Gaetano Montedoro (Venosa, 1848 – Bari, 1935) è stato un poeta e letterato italiano.

## Biografia
Gaetano Montedoro è stato un letterato, poeta e docente di scuola superiore, animatore della vita culturale pugliese tra gli ultimi tre decenni dell'Ottocento e i primi del Novecento. Nato a Venosa da famiglia lucana, nel 1867 si trasferisce a Napoli per frequentare la facoltà di lettere, dove è allievo di Francesco De Sanctis e Luigi Settembrini. Dopo la laurea, decide di dedicarsi all'insegnamento, contraddicendo i consigli del suo maestro De Sanctis che gli scrive, ammonendolo, "Il Signore ti ha dato cuore ed ingegno elettissimi. Ti dai all'insegnamento e sciuperai l'uno e l'altro" (scritto su un ventaglio inviato in dono). Montedoro è però convinto che sia indispensabile dare un contributo alla formazione dei più giovani e si trasferisce a Bari per insegnare nelle scuole superiori. Qui, assieme all'insegnamento, si dedica alla scrittura, dapprima con un bozzetto in versi in un atto (1883), poi con il dramma in versi in cinque atti con prologo, Caino (1884), che verrà rappresentato al Teatro Piccinni di Bari, accolto dal pubblico con successo. Il legame con il teatro passa anche attraverso la musica, e in particolare nell'amicizia con il coetaneo Michele Bellucci, musicista di Manfredonia, per il quale scrive tre romanze e un'opera dedicata a Charlotte Corday, mai rappresentata nella sua interezza. Ai suoi studenti è invece dedicata l'opera Ama!, una raccolta di prose che esortano gli adolescenti a trovare e a dare il meglio di sé.
Morì a Bari.

## Opere

### Opere letterarie
- Vanitas vanitatum. Bozzetto in versi in un atto, Bari, Stab. tip. Cannone, 1883.
- Caino. Dramma in versi in cinque atti con prologo, Trani, V. Vecchi, 1884.
- Ama!, Trani, V. Vecchi, 1888.

### Romanze e opere per il musicista sipontino Michele Bellucci (1849-1944)
- Idillio., romanza per Soprano
- Rimembranza., romanza per Mezzosoprano
- Autunno., romanza per Soprano
- Carlotta Corday., libretto dell'opera melodrammatica in tre atti